# ATP Saint-Vincent
L'ATP Saint-Vincent (campionati Internazionali Della Valle D'Aosta) è stato un torneo di tennis facente parte del Grand Prix giocato dal 1986 al 1989 a Saint-Vincent in Italia su campi in terra rossa.

## Albo d'oro

### Singolare
| Anno | Vincitore       | Finalista             | Punteggio     |
| ---- | --------------- | --------------------- | ------------- |
| 1986 | Simone Colombo  | Paul McNamee          | 2–6, 6–3, 7–6 |
| 1987 | Pedro Rebolledo | Francesco Cancellotti | 7–6, 4–6, 6–3 |
| 1988 | Kent Carlsson   | Thierry Champion      | 6–0, 6–2      |
| 1989 | Franco Davín    | Juan Aguilera         | 6–2, 6–2      |

### Doppio
| Anno | Vincitori                          | Finalisti                            | Punteggio     |
| ---- | ---------------------------------- | ------------------------------------ | ------------- |
| 1986 | Libor Pimek Pavel Složil           | Charles Cox Michael Fancutt          | 6–3, 6–3      |
| 1987 | Charles Cox Michael Fancutt        | Massimo Cierro Alessandro De Minicis | 6–3, 6–4      |
| 1988 | Alberto Mancini Christian Miniussi | Paolo Canè Balázs Taróczy            | 6–4, 5–7, 6–3 |
| 1989 | Josef Čihák Cyril Suk              | Massimo Cierro Alessandro De Minicis | 6–4, 6–2      |